# Stephan von Neidenburg
Stephan von Neidenburg (* um 1412 in Neidenburg; † Dezember 1495 Löbau, begraben im Dom zu Kulmsee) war Bischof von Kulm.
Stephan wurde 1435 an der Universität Wien immatrikuliert und war bald darauf als Notar tätig. Nachdem er die Priesterweihe empfangen hatte, wurde er 1442 Sekretär der Bischöfe von Pomesanien. Ab 1448 ist er in Diensten des Hochmeisters des Deutschen Ordens zu finden und erhielt diverse Pfarrstellen und Kanonikate. Er nahm die Interessen des polnischen Königs und des Kulmer Bischofs Vinzenz Kielbassa wahr, was ihm vorübergehend sein Frauenburger Kanonikat kostete, 1479 jedoch die Bischofswürde in Kulm einbrachte. 1481 empfing er in Löbau die Bischofsweihe. Ab 1490 wurde mehrfach wegen Stephans hohen Alters erwogen, ihm einen Koadjutor an die Seite zu stellen, er blieb jedoch bis zu seinem Tod Mitte Dezember 1495 im Amt.
Simon Grunaus preußische Chronik beschreibt ihn als leutseligen und tanzfreudigen Mann, der auch als begeisterter Münzsammler von sich reden machte.